# Kansas City Standard

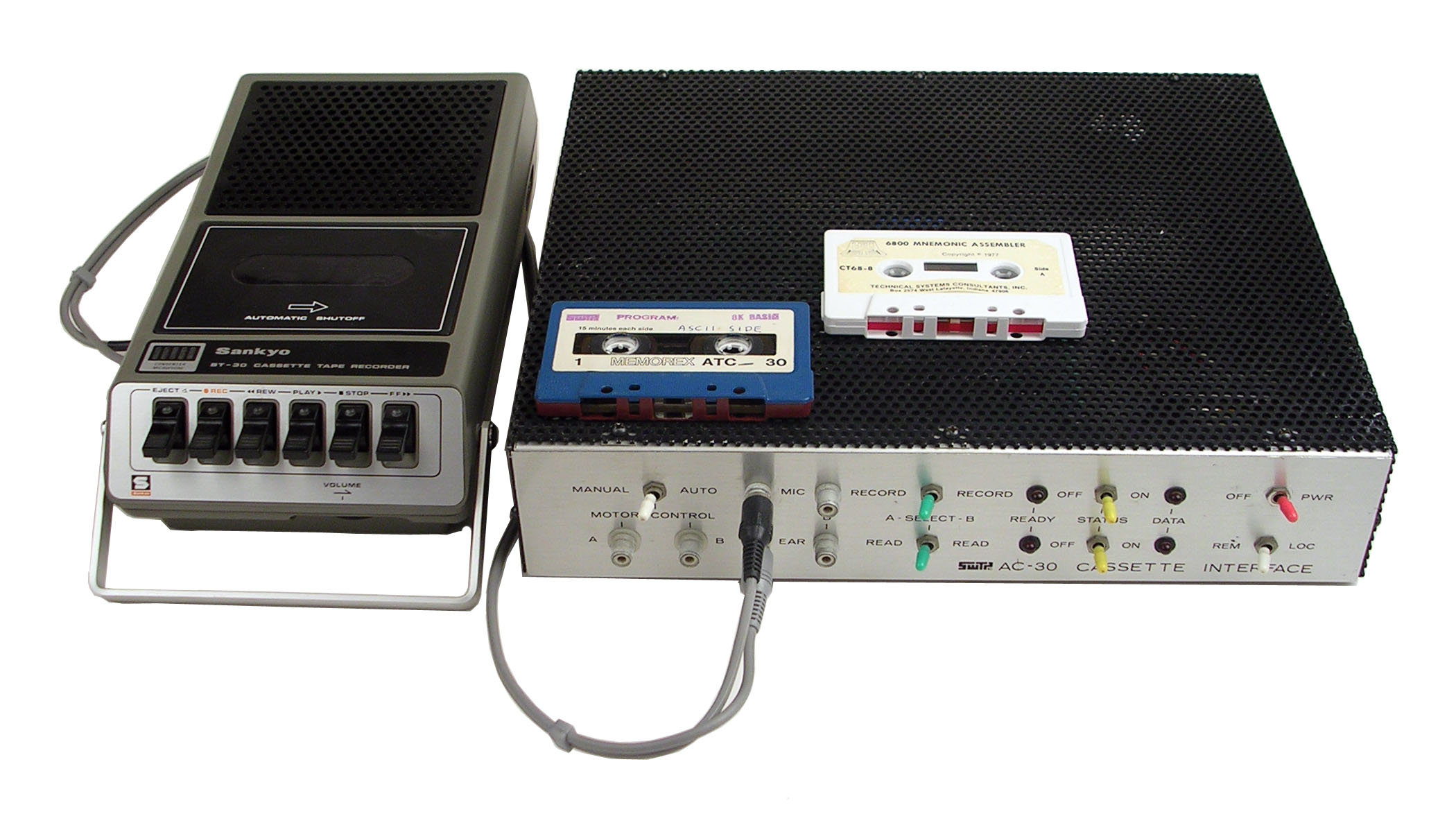
La interfície de casset SWTPC AC-30 implementava l'estàndard de Kansas City. El maig de 1976, es va vendre per 80 USD..

El Kansas City Standard (KCS), o Byte Standard, és un format de dades digitals per a cassets d'àudio que es poden escriure i llegir amb una gravadora de casset bàsica.

## Història

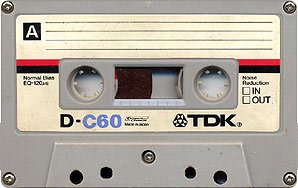
Un casset d'àudio de TDK

La revista American Byte va donar suport a un simposi a Kansas City, Missouri (EUA) el novembre de 1975, sobre el qual s'hauria de desenvolupar un estàndard per emmagatzemar dades digitals en cassets d'àudio de baix cost. En aquell moment , les unitats de disquets costaven més de 3000 DM.
Els 18 participants a la reunió van acordar un sistema el disseny del qual feia referència a un suggeriment de Don Lancaster descrit al primer número de Byte Magazine. Després de la reunió, l'estàndard va ser escrit per Lee Felsenstein (Tecnologia del processador) i Harold Mauch (Percom Data Company).
Al febrer de 1976, Byte Magazine va informar sobre el simposi i al març va publicar dos circuits de la interfície de casset de Don Lancaster i Harold Mauch. La taxa de dades de 300 Baud era lent però fiable (carregant un vuitè Els intèrprets de Kilobyte BASIC van trigar cinc minuts). En aquell moment, la majoria de gravadores de casset ja podien funcionar amb velocitats de dades més altes.

## Descripció de la norma
Una interfície de casset funciona amb el mateix principi que un mòdem connectat a un port sèrie. Els 0 i 1 digitals del port sèrie es converteixen en tons. Aquí s'utilitza el principi de la codificació de desplaçament de freqüència. Un '0' es converteix en un 1200 amb quatre ones completes Ona sinusoïdal Hz i un "1" a vuit ones completes amb 2400 Hz mostrat. Això resulta en una velocitat de transferència de dades de 300 baud.
Abans de la transferència de dades, almenys 30 segons la freqüència de la portadora (2400 Hz) estan arxivats; això hauria de suportar la sincronització de la interfície de casset amb la gravadora de casset.
Cada paquet de dades comença amb un bit inicial ('0'), que després és seguit de fins a vuit bits de dades (LSB, és a dir, primer els bits menys significatius). El paquet de dades s'acaba amb dos bits de parada ("1"). Per tant, cada paquet de dades té 11 bits ; la velocitat de dades és de 27 bytes per segon.
Els paquets de dades es transmeten en blocs amb una longitud de bloc d'almenys 5 ha de trigar segons. No s'especifica l'estructura i la mida dels blocs.

## Variant de 1200 bauds
Acorn Computers Ltd va implementar una variant de 1200 baudis a la seva BBC Micro i Acorn Electron que codifica el '0' a una ona completa de l'ona sinusoïdal a 1200 Hz i l''1' en 2 ones de l'ona sinusoïdal amb 2400 Hz reduït. Aquesta extensió proporciona exactament un bit d'inici '0', vuit bits de dades i un bit de parada '1'; el resultat és una velocitat de dades de 120 Bytes per segon (1200/(1+8+1)).
L'extensió escriu una longitud de bloc de 256 bytes inclosa la numeració seqüencial; entre els blocs hi ha d'haver una bretxa de temps amb un to de 2400 Hz (portadora). En cas d'error de lectura, això permet rebobinar a un bloc anterior al que s'ha llegit incorrectament.

## Ordinadors compatibles amb l'estàndard de Kansas City

### Els primers microordinadors (alguns ambbus S-100)
- Compukit UK101
- Lucas Nascom 1, 2 (que també té una versió compatible de 1200 bit/s)
- MITS Altair 8800
- MOS / CBM KIM-1
- Placa de circuit Motorola MEK D1 6800
- Ohio Scientific C1P/Superboard II
- Processador Tech SOL-20 Terminal Ordinador
- Processador Tech CUTER S-100 placa de bus
- Ordinador basat en SWTPC 6800
- Ordinador Eltec 6802 Eurocom 1

### Inici/Ordinadors personals
- ABC 80
- Acorn Computers Ltd
  - Acorn Atom (només 300 baud)
  - BBC Micro (variants de 300 i 1200 baud)
  - Acorn Electron (només 1200 baud)
- MicroBee Systems
  - MicroBee (300 i 1200 baud)
- Heathkit
  - Heathkit H8 (300 i 1200 baud)
  - Heathkit H89 (També venut com a Zenith Z89) (300 i 1200 baud)
- Triumph-Adler
  - PC Alphatronic
  - Alphatronic PC16

### Calculadores programables
- Casio
  - FX-501P/FX-502P (amb interfície Casio FA-1)
  - FX-602P
  - FX-702P
  - PB700 (amb interfície Casio FA-11)

## Variants del Kansas City Standard
Els ordinadors domèstics TI-99/4 i TI-99/4A de Texas Instruments tenien el següent format d'enregistrament, que era lent però resistent al soroll. Va començar amb el preàmbul que constava de 768 Bytes 0x00 seguits d'un byte 0xFF. Això és seguit dues vegades pel byte amb l'especificació de longitud. El byte designa el nombre de blocs de 64 bytes posteriors. Com a mínim 0x01 per a 1 bloc, és a dir, 64 bytes. Màxim 0xFF per a 255 Blocs, doncs 16320 bytes. 0x00 com a especificació de longitud no està permesa. El so pulsante que ara segueix és el resultat del fet que les dades a desar es van dividir en blocs de 64 exactament els bytes s'han dividit. Cada bloc estava sincronitzat amb 8 Bytes 0x00 seguits d'1 Byte 0xFF al davant. Per a la seguretat de les dades, cada bloc va rebre un byte de suma de verificació al final. Això fa un total de 74 L'estructura de bytes de llargada també es va escriure sempre dues vegades. Per tornar a llegir, el temporitzador del xip d'E/S TMS9901 va mesurar la longitud de les mitges ones del senyal d'àudio. Una mitja ona llarga significava un zero; dues mitges ones curtes representaven una.
El típic "so TI" resultant era ben conegut per tots els usuaris i fins i tot el va convertir en una sèrie de televisió. L'autor del llibre Programs for the TI-99/4A (Hofacker, 1983) Rainer Heigenmoser va treballar com a assessor tècnic a la sèrie de televisió en alemany Der Bastard (1989). En un moment es mostra una màquina de fax. Tanmateix, el so reproduït durant la transmissió de fax no prové d'una transmissió de fax, sinó d'una TI-99/4A emmagatzemada en un casset.